# Додж-Сіті
Додж-Сіті (англ. Dodge City) — місто (англ. city) в США, в окрузі Форд штату Канзас. Населення — 27 788 осіб (2020).
Додж-Сіті є одним із символів епохи Дикого Заходу.

## Географія
Додж-Сіті розташоване на південному заході штату Канзас, посеред Високих рівнин, на березі річки Арканзас. Під містом розташована одна з найбільших у світі підземних водних систем, Ogallala Aquifer. В 40 кілометрах на схід розташовані великі родовища природного газу.
Додж-Сіті розташований за координатами 37°45′38″ пн. ш. 100°1′4″ зх. д. / 37.76056° пн. ш. 100.01778° зх. д. (37.760670, -100.017863).  За даними Бюро перепису населення США в 2010 році місто мало площу 37,67 км², з яких 37,40 км² — суходіл та 0,27 км² — водойми.

### Клімат
Місто лежить на межі зон напівпустельного та субтропічного океанічного клімату, зі спекотним, помірно-дощовим літом та прохолодною, сухою зимою.
| Клімат : Додж-Сіті                                                                           | Клімат : Додж-Сіті | Клімат : Додж-Сіті | Клімат : Додж-Сіті | Клімат : Додж-Сіті | Клімат : Додж-Сіті | Клімат : Додж-Сіті | Клімат : Додж-Сіті | Клімат : Додж-Сіті | Клімат : Додж-Сіті | Клімат : Додж-Сіті | Клімат : Додж-Сіті | Клімат : Додж-Сіті | Клімат : Додж-Сіті |
| Показник                                                                                     | Січ.               | Лют.               | Бер.               | Квіт.              | Трав.              | Черв.              | Лип.               | Серп.              | Вер.               | Жовт.              | Лист.              | Груд.              | Рік                |
| Абсолютний максимум, °C                                                                      | 26,7               | 30,0               | 36,7               | 37,8               | 41,1               | 43,9               | 42,8               | 42,8               | 41,7               | 37,2               | 32,8               | 30,0               | 43,9               |
| Середній максимум, °C                                                                        | 6,8                | 9,1                | 14,3               | 19,7               | 24,9               | 30,4               | 33,8               | 32,7               | 28,0               | 20,9               | 13,3               | 6,8                | 20,1               |
| Середній мінімум, °C                                                                         | −6,6               | −4,8               | −0,6               | 4,6                | 10,8               | 16,1               | 19,1               | 18,5               | 13,3               | 6,3                | −0,9               | −6                 | 5,9                |
| Абсолютний мінімум, °C                                                                       | −28,9              | −32,2              | −26,1              | −12,8              | −7,2               | 2,2                | 7,8                | 6,1                | −1,7               | −12,2              | −25                | −29,4              | −32,2              |
| Середня кількість сонячних годин на місяць                                                   | 207,2              | 201,6              | 241,1              | 270,0              | 297,6              | 332,9              | 357,8              | 319,0              | 267,6              | 248,8              | 192,9              | 189,2              | 3125               |
| Норма опадів, мм                                                                             | 15                 | 17                 | 40                 | 46                 | 72                 | 82                 | 78                 | 70                 | 42                 | 44                 | 19                 | 21                 | 549                |
| Днів з опадами                                                                               | 3,5                | 4,8                | 6,5                | 7,1                | 8,9                | 8,9                | 8,2                | 8,0                | 5,7                | 6,1                | 4,5                | 4,6                | 76,8               |
| Днів зі снігом                                                                               | 3,4                | 2,8                | 2,3                | 0,6                | 0                  | 0                  | 0                  | 0                  | 0                  | 0,2                | 1,2                | 3,2                | 13,7               |
| Вологість повітря, %                                                                         | 65.9               | 64.5               | 60.5               | 57.5               | 62.5               | 59.9               | 55.2               | 58.4               | 61.9               | 58.2               | 64.3               | 66.6               | 61.3               |
| -------------------------------------------------------------------------------------------- | ------------------ | ------------------ | ------------------ | ------------------ | ------------------ | ------------------ | ------------------ | ------------------ | ------------------ | ------------------ | ------------------ | ------------------ | ------------------ |
| Джерело: National Weather Service (relative humidity and sun 1961–1990), The Weather Channel |                    |                    |                    |                    |                    |                    |                    |                    |                    |                    |                    |                    |                    |

## Демографія
Згідно з переписом 2010 року, у місті мешкало 27 340 осіб у 8777 домогосподарствах у складі 6241 родини. Густота населення становила 726 осіб/км².  Було 9378 помешкань (249/км²).
Расовий склад населення:
| - 72,5 % — білих - 2,5 % — чорних або афроамериканців - 1,6 % — азіатів - 1,1 % — корінних американців - 0,2 % — вихідців з тихоокеанських островів - 19,3 % — осіб інших рас |

До двох чи більше рас належало 2,9 %. Частка іспаномовних становила 57,5 % від усіх жителів.
За віковим діапазоном населення розподілялося таким чином: 31,8 % — особи молодші 18 років, 59,3 % — особи у віці 18—64 років, 8,9 % — особи у віці 65 років та старші. Медіана віку мешканця становила 28,9 року. На 100 осіб жіночої статі у місті припадало 105,7 чоловіків;  на 100 жінок у віці від 18 років та старших — 104,4 чоловіків також старших 18 років.
Середній дохід на одне домашнє господарство  становив 57 754 долари США (медіана — 47 461), а середній дохід на одну сім'ю — 62 588 доларів (медіана — 51 206). Медіана доходів становила 35 217 доларів для чоловіків та 27 332 долари для жінок. За межею бідності перебувало 20,1 % осіб, у тому числі 29,9 % дітей у віці до 18 років та 3,4 % осіб у віці 65 років та старших.
Цивільне працевлаштоване населення становило 13 100 осіб. Основні галузі зайнятості: виробництво — 28,2 %, освіта, охорона здоров'я та соціальна допомога — 16,2 %, мистецтво, розваги та відпочинок — 10,0 %, роздрібна торгівля — 8,3 %.

## Відомі люди
- Денніс Лі Гоппер (1936 — 2010) — американський актор і кінорежисер.